# Karl Erik Önnesjö
Karl Erik Axel Önnesjö, född 19 december 1919 i Norra Sandsjö, Jönköpings län, död 12 november 2003 i Norrköping, var en svensk ämbetsman och företagsledare.

## Biografi
Önnesjö avlade studentexamen i Jönköping 1938 och juris kandidatexamen vid Uppsala universitet 1942. Han var anställd vid Riksräkenskapsverket 1942, vid Väg- och vattenbyggnadsstyrelsen 1943–1948, Handelskommissionen 1948-1949, Handelsdepartementet 1949, blev byråchef där 1952, var kansliråd 1956–1962, var chef för handelsavdelningen 1957–1960, och var statssekreterare vid Handelsdepartementet 1961–1962. Han var verkställande direktör vid Sveriges skogsägareföreningars riksförbund 1962–1968 och för Holmens Bruk 1968–1984. Han var styrelseordförande för Holmen från 1984 till 1988, och styrelseordförande för Mo och Domsjö AB 1992–1995. Han blev ledamot av Skogs- och lantbruksakademien 1965.